# Ezequiel Brailovsky
Ezequiel Brailovsky (* 14. April 1979) ist ein argentinischer Fußballschiedsrichterassistent. Er steht als dieser seit 2013 auf der Liste der FIFA-Schiedsrichter.

## Karriere
Als Assistent begleitete er nebst vielen Partien auf nationaler Ebene unter anderem international nebst Partien auf Klub-Ebene, auch Spiele von Nationalmannschaften. Hierbei war er unter anderem bei drei Copa Américas und dem Arabien-Pokal 2021 vertreten. Zur Weltmeisterschaft 2022 wurde er ins Aufgebot der Assistenten berufen.